# La Sône
La Sône este o comună în departamentul Isère din sud-estul Franței. În 2009 avea o populație de 623 de locuitori.

## Evoluția populației
| An        | 1975 | 1982 | 1990 | 1999 | 2006 | 2009 |
| --------- | ---- | ---- | ---- | ---- | ---- | ---- |
| Populație | 671  | 665  | 574  | 590  | 620  | 623  |